# Linnaea
Cet article possède des paronymes, voir Linéa, Linea et Linnea.
Pour les articles homonymes, voir Linnaeus et Linnaea.
Genre
Linnaea est un genre de plantes dicotylédones, de la famille des Caprifoliacées.
On lui a longtemps attribué l'unique espèce Linnaea borealis (la Linnée boréale), mais en 2013 les genres Abelia (sauf la section Zabelia (en), élevée au rang de genre), Diabelia, Dipelta, Kolkwitzia et Vesalea ont été fusionnés dans Linnaea. Le genre comporte désormais une vingtaine d'espèces, dont Linnaea amabilis (anciennement Kolkwitzia amabilis).

## Liste d'espèces
Selon BioLib (10 décembre 2021) :
- Linnaea borealis L.

Selon ITIS (10 décembre 2021) :
- Linnaea borealis L.

Selon NCBI (10 décembre 2021) :
- Linnaea borealis L.

Selon The Plant List (10 décembre 2021) :
- Linnaea borealis L.
- Linnaea uniflora (R. Br.) A. Braun

Selon Tropicos (10 décembre 2021) (Attention liste brute contenant possiblement des synonymes) :
- Linnaea adenotricha (Hance) Graebn.
- Linnaea americana J. Forbes
- Linnaea angustifolia (Bureau ex Franch.) Graebn.
- Linnaea aschersoniana Graebn.
- Linnaea borealis L.
- Linnaea brachystemon Diels
- Linnaea chinensis (R. Br.) A. Braun & Vatke
- Linnaea dielsii Graebn.
- Linnaea engleriana Graebn.
- Linnaea floribunda (M. Martens & Galeotti) A. Braun & Vatke
- Linnaea forrestii Diels
- Linnaea koehneana Graebn.
- Linnaea longiflora (Torr.) Howell
- Linnaea macrotera Graebn. & Buchw.
- Linnaea onkocarpa Graebn.
- Linnaea parvifolia (Hemsl.) Graebn.
- Linnaea rupestris (Lindl.) A. Braun & Vatke
- Linnaea schumannii Graebn.
- Linnaea serrata (Siebold & Zucc.) Graebn.
- Linnaea tereticalyx Graebn. & Buchw.
- Linnaea umbellata Graebn. & Buchw.
- Linnaea uniflora (R. Br.) A. Braun
- Linnaea zanderi Graebn.